# Fujiwara no Sukemasa
Fujiwara no Sukemasa est un nom japonais traditionnel ; le nom de famille (ou le nom d'école), Fujiwara, précède donc le prénom (ou le nom d'artiste).
Fujiwara no Sukemasa (藤原 佐理) (né en 944, mort le 19 août 998) est un noble, homme d'État et calligraphe renommé de l'époque de Heian. Petit-fils et fils adopté du daijō-daijin Fujiwara no Saneyori et fils du major général de la garde impériale Fujiwara no Atsutoshi (藤原敦敏), il est honoré comme l'un des trois Sanseki, un groupe de calligraphes exceptionnels.

## Biographie
En 961, Sukemasa se voit conférer le 5e rang inférieur junior (従五位下) et nommé chambellan du Japon. Il occupe provisoirement deux positions militaires mineures jusqu'à ce qu'en 967, son père adoptif Fujiwara no Saneyori est nommé régent de l'empereur Reizei nouvellement intronisé. Cette année, Sukemasa est promu au 5e rang supérieur junior (従五位上) et de nouveau en 968 à celui de 5e rang inférieur sénior (正五位下).
En 969, l'empereur En'yū accède au trône du chrysanthème et Sukemasa s'élève progressivement au niveau de 弁官 (benkan) dans le Daijō-kan. En 978 il est promu sangi et rejoint ainsi les rangs des kugyō, puis en 984 obtient le 3e rang junior (従三位).
Au sein des cours de l'empereur Kazan et de l'empereur Ichijō, Sukemasa est successivement dépassé en promotion au profit de Fujiwara no Yoshichika, parent de Kazan puis de Fujiwara no Michitaka, Fujiwara no Michikane et Fujiwara no Michinaga, parents d'Ichijō. En 991, il démissionne de son poste de sangi et se rend dans le Kyūshū comme vice-ministre du Dazaifu. En 992, il est promu au 3e rang senior (正三位).
Sukemasa meurt le 19 août 998 à l'âge de 55 ans.

## Personnalité et anecdotes
Sukemasa est très tôt reconnu pour son excellente calligraphie et particulièrement estimé en tant que principal pratiquant de l'écriture cursive chinoise. Son travail orne les paravents utilisés aux fêtes 大嘗会 (daijō-e) organisées à la suite des intronisations des empereurs En'yū, Kazan et Ichijō. Il est considéré comme faisant partie du groupe des sanseki, les grands calligraphes avec Ono no Michikaze et Fujiwara no Yukinari et son écriture fluide et animée est renommée en japonais sous le nom 佐跡 (saseki). Plusieurs exemples de notes originales qu'il a écrites nous sont parvenus dont les trésors nationaux 詩懐紙 (Shikaishi) et 離洛帖 (Rirakujō).
Cependant, Sukemasa aime le saké et se déshonore à de nombreuses reprises. Il est extrêmement négligent de ses fonctions et manque de bon sens et l'Ōkagami monogatari le qualifie d'« homme débraillé » (如泥人). Cela dit, certains de ses documents en tant que sangi demeurent et il semble avoir quelques vues sur les pratiques et les coutumes anciennes dans lesquelles sa famille était bien versée.
L'Ōkagami contient deux anecdotes relatives à Sukemasa. Dans l'une, tandis que Sukemasa revient à Kyoto de son affectation dans le Kyushu, il reçoit en rêve un oracle du Ōyamazumi-jinja puis écrit la devise du sanctuaire sur sa porte. Dans l'autre, le régent Fujiwara no Michitaka commande à Sukemasa d'écrire un poème sur un écran coulissant pour son nouveau palais mais Sukemasa arrive en retard et ruine l'humeur de Michitaka.

## Œuvres

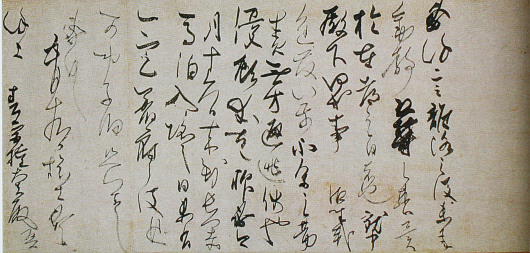
Lettre (Rirakujō), trésor national, conservé par le musée des beaux-arts de Hatakeyama

- 詩懐紙 (Shikaishi?), conservé au musée de Kagawa – Le terme 懐紙 (kaishi?) désigne un kanshi ou waka transcrit dans un format particulier. C'est la seule pièce qui reste de l'époque de Heian.
- 離洛帖 (Rirakujō?), conservée au musée des beaux-arts de Hatakeyama – Écrite en 991 comme Sukemasa est en route pour son affectation à Kyushu et se rappelle soudain arrivé à Shimonoseki qu'il a oublié de saluer le régent Fujiwara no Michitaka avant son départ. Dans cette lettre d'excuses, il demande à son neveu Fujiwara no Sanenobu (藤原誠信?) d'arranger les choses entre eux. L'impression de rapidité dans son style de calligraphie cursive lui confère un caractère unique.
- 恩命帖 (Onmeijō?), conservée au musée des collections impériales – une lettre
- 国申文帖 (Kuni no Moushibumi-jō?), conservé au 書芸文化院 (Shogei Bunka-in?) – Écrit en 982 alors que Sukemasa sert comme kokushi (gouverneur) de la province d'Iyo, il s'agit d'une lettre d'excuses adressée au régent Fujiwara no Yoritada par l'intermédiaire de son intendant domestique. Sukemasa présente ses excuses d'avoir négligé ses papiers, de quitter le banquet du Nouvel An avant Yoritada lui-même et de ne pas assister au mariage de Junshi, la fille de Yoritada, avec l'empereur En'yū.
- 去夏帖 (Kyokajō?) – une lettre
- 頭弁帖 (Tōbenjō?), conservée au musée Fukuyama de calligraphie (ふくやま書道美術館蔵?) – une lettre

## Généalogie
- Père : Fujiwara no Atsutoshi (藤原敦敏?)
- Mère : fille de Fujiwara no Motona (藤原元名?)
- Épouse : Fujiwara no Toshiko (藤原淑子?), fille de Fujiwara no Tamesuke (藤原為輔?)
  - Fils : Fujiwara no Yorifusa (藤原頼房?)
  - Fille : épouse de Fujiwara no Kanehira (藤原懐平?)

## Source de la traduction
- (en) Cet article est partiellement ou en totalité issu de l’article de Wikipédia en anglais intitulé « Fujiwara no Sukemasa » (voir la liste des auteurs).